# 熊本市水の科学館
熊本市水の科学館（くまもとしみずのかがくかん）は、熊本県熊本市北区にある水に関する展示を主とした科学館である。

## 概要
主に上水道と地下水が、市民の生活への関わっているかを理解してもらうため、また、多くの市民に水に対して関心がもてるよう建設された施設。
上記の目的から子どもの学習施設、親水施設としても利用されている。

## 利用情報
- 所在地

熊本市北区八景水谷1丁目11−1
- 入館料

無料
- 開館時間

9時00分 - 17時00分
- 休館日

毎週月曜日（祝日の場合は開館、直後の平日を休館）・年末年始（12月29日〜1月3日）

## 交通アクセス
- 熊本電気鉄道菊池線八景水谷駅下車、徒歩10分（約0.8km）。
- 桜町BTより熊本電鉄バス菊池温泉ゆき・下群ゆき・杉並台ゆき等に乗車し、八景水谷下車、徒歩約10分。
- マイカーの場合、九州自動車道熊本インターチェンジから約20分（約10km）。
- 駐車場あり